# Firmenich
Firmenich SA är ett schweiziskt privatföretag inom doft- och smakbranschen. Det sysselsätter 10 000 personer på 46 fabriker och sex forsknings- och utvecklingscentra. Det har skapat parfymer i över 125 år och producerat ett antal välkända smaker. Det är det största privatägda företaget på området och rankas som nummer två i världen.

## Historia
Företaget grundades som Chuit & Naef år 1895 i Genève av kemisten Philippe Chuit och affärsmannen Martin Naef. Fred Firmenich gick med 1900 och blev senare majoritetspartner. Företaget bytte namn till Firmenich SA.
Firmenichs chef för forskning och utveckling, Lavoslav Ružička, tilldelades Nobelpriset i kemi år 1939 "för sitt arbete med polymetylener och högre terpener".